# Teste de Shapiro–Wilk
O teste de Shapiro-Wilk é um teste de normalidade na estatística frequentista. Foi publicado em 1965 por Samuel Sanford Shapiro e Martin Wilk.

## Teoria
O teste de Shapiro-Wilk testa a hipótese nula de que uma amostra x1, ..., xn veio de uma população normalmente distribuída. A estatística de teste é
{\displaystyle W={\left(\sum _{i=1}^{n}a_{i}x_{(i)}\right)^{2} \over \sum _{i=1}^{n}(x_{i}-{\overline {x}})^{2}},}
Onde
- {\displaystyle x_{(i)}} (com parênteses envolvendo o índice de subscrito i ; não deve ser confundido com {\displaystyle x_{i}}) é a i ésima estatística de ordem, ou seja, o i ésimo menor número da amostra;
- {\displaystyle {\overline {x}}=\left(x_{1}+\cdots +x_{n}\right)/n} é a média da amostra.

Os coeficientes {\displaystyle a_{i}} são dados por: 
{\displaystyle (a_{1},\dots ,a_{n})={m^{\mathsf {T}}V^{-1} \over C},}
onde C é uma norma de vetor: 
{\displaystyle C=\|V^{-1}m\|=(m^{\mathsf {T}}V^{-1}V^{-1}m)^{1/2}}
e o vetor m ,
{\displaystyle m=(m_{1},\dots ,m_{n})^{\mathsf {T}}\,}
é feito dos valores esperados das estatísticas de ordem de variáveis aleatórias independentes e distribuídas de forma idêntica, amostradas a partir da distribuição normal padrão. Finalmente, {\displaystyle V} é a matriz de covariância dessas estatísticas de ordem normal.

## Interpretação
A hipótese nula desse teste é que a população está normalmente distribuída. Assim, se o valor de p for menor que o nível alfa escolhido, a hipótese nula é rejeitada e há evidências de que os dados testados não são normalmente distribuídos. Por outro lado, se o valor de p for maior do que o nível alfa escolhido, a hipótese nula (de que os dados vieram de uma população normalmente distribuída) não pode ser rejeitada (por exemplo, para um nível alfa de 0,05, um conjunto de dados com um valor de p inferior a 0,05 rejeita a hipótese nula de que os dados são de uma população normalmente distribuída).

## Análise de potência
A simulação de Monte Carlo descobriu que Shapiro–Wilk tem a melhor potência para uma determinada significância, seguido de perto por Anderson–Darling ao comparar os testes de Shapiro–Wilk, Kolmogorov –Smirnov, Lilliefors e Anderson–Darling.